# Hedvig Elisabet Charlotta av Holstein-Gottorp
Hedvig Elisabet Charlotta av Holstein-Gottorp, drottningnamn Charlotta, född 22 mars 1759, död 20 juni 1818, hertiginna av Södermanland, var drottning av Sverige 1809–1818, drottning av Norge 1814–1818, dotter till hertig Fredrik August I av Oldenburg och Friedrike av Hessen-Kassel och kusin till Gustav III och hans bror Karl (XIII), med vilken hon gifte sig 7 juli 1774.
Hedvig Elisabeth Charlotta är mest berömd för sin dagbok, som skildrar livet vid hovet 1775–1817 och som blev publicerad 1902–1942. Dagboken, vars politiska kommentarer från drottningen själv ger en ovärderlig inblick i maktens centrum, är idag ett av de värdefullaste memoarverken i svensk litteratur och ett standardverk och referensverk inom svensk historisk forskning.

## Biografi

### Hertiginna

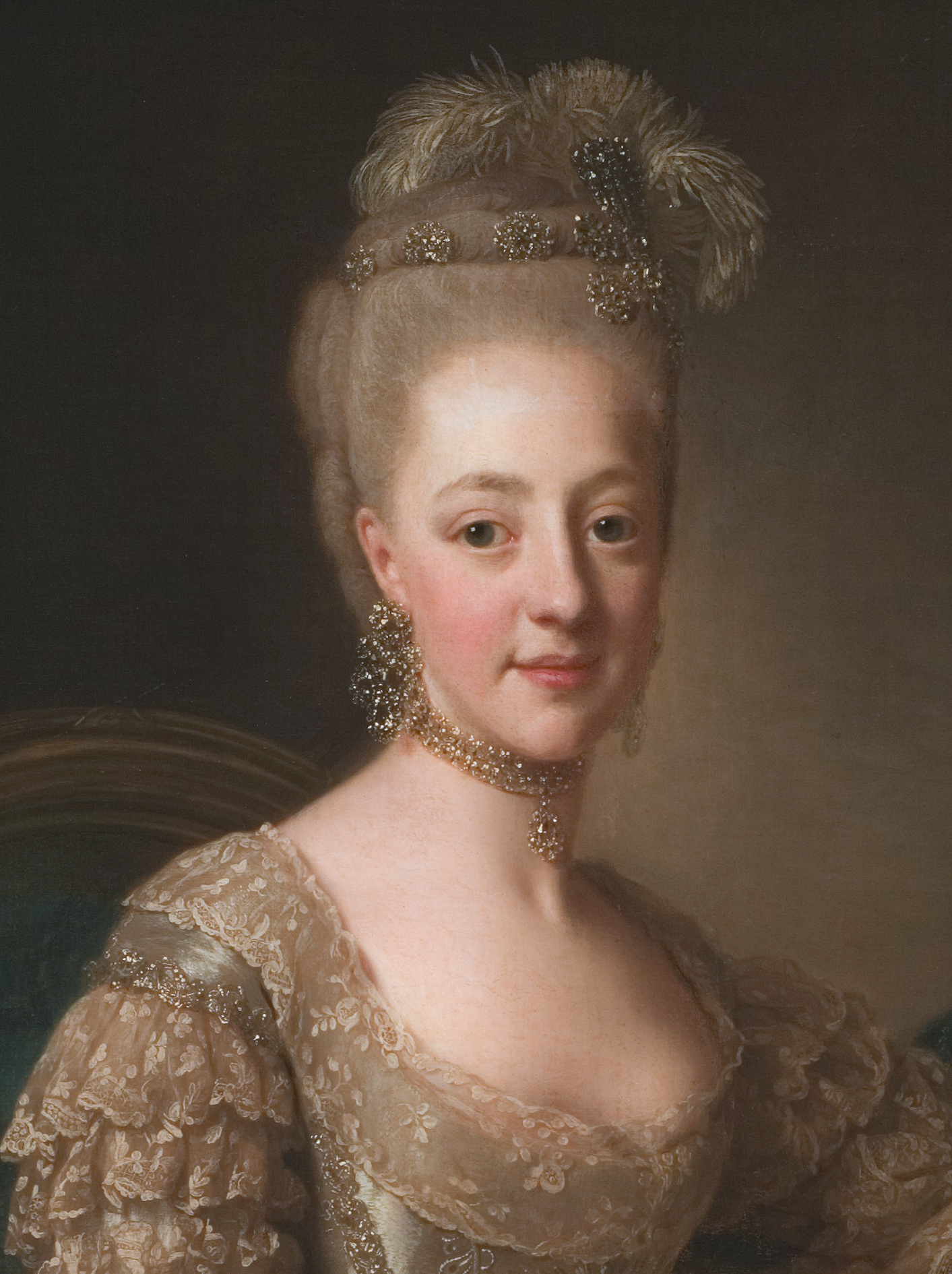
Hedvig Elisabet Charlotta, under hennes tid som hertiginna. Porträtt av Alexander Roslin.

Hedvig Elisabeth Charlottas brudklänning, buren vid giftermålet med Karl XIII den 7 juli 1774

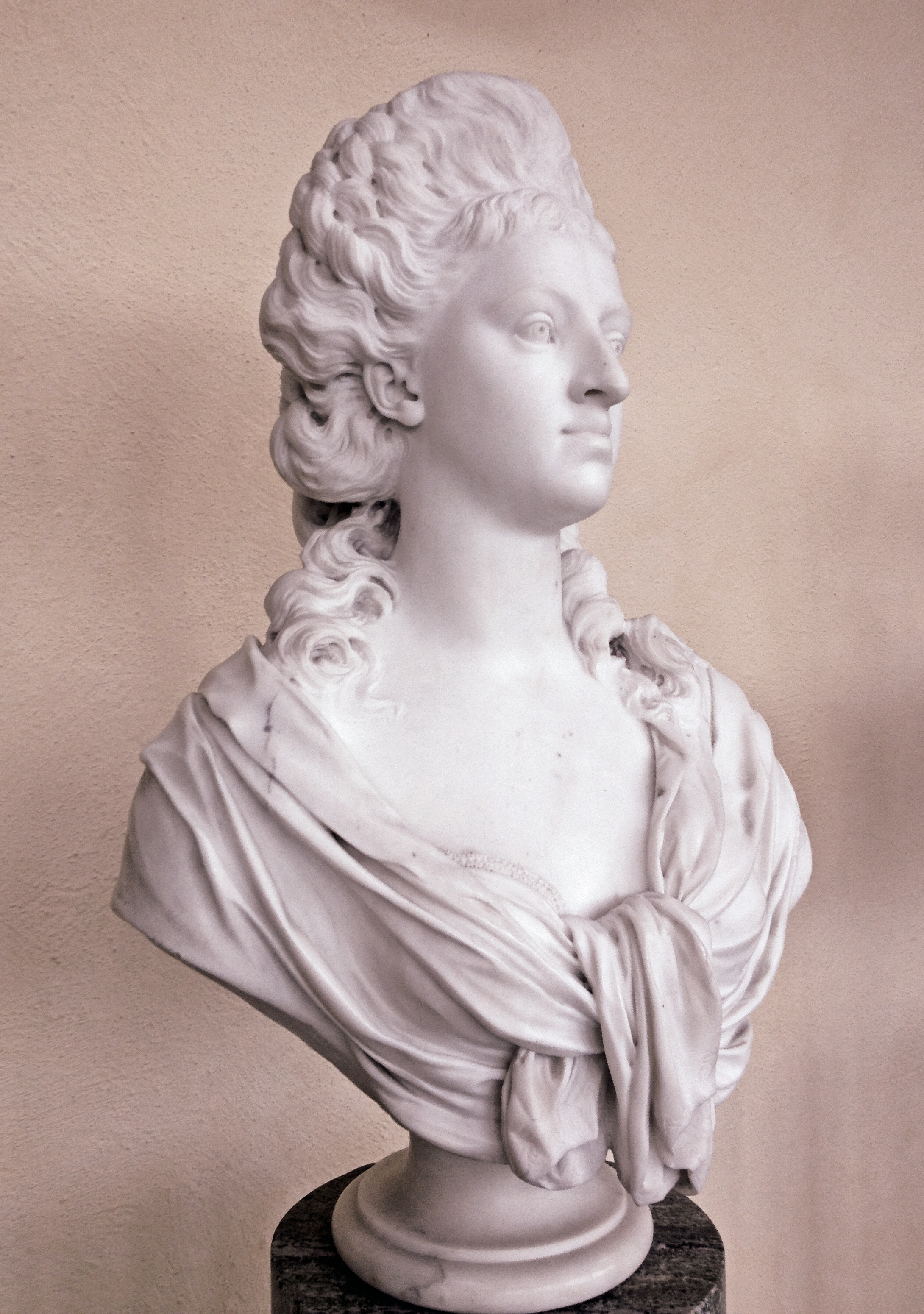
Skulptören Johan Tobias Sergel utförde denna porträttbyst omkring 1791. Idag utställd på Orangerimuseet.

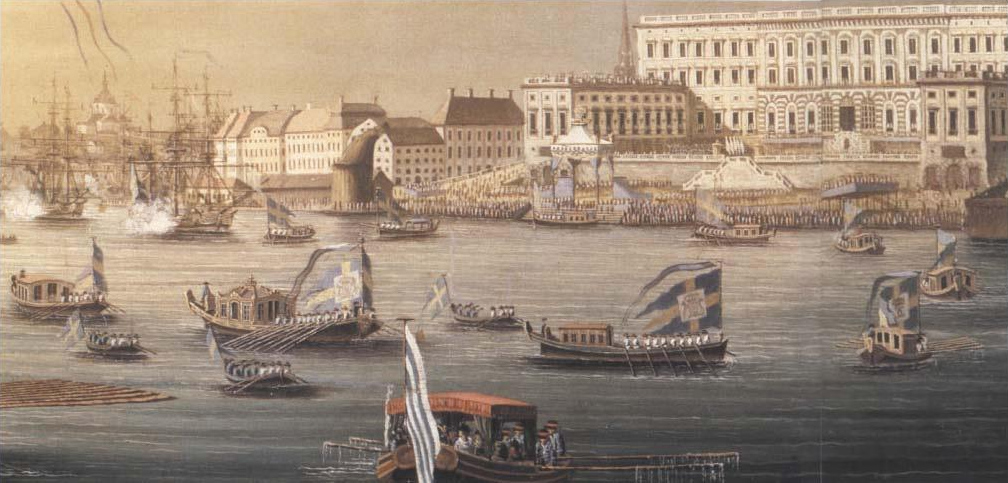
Hertig Karls blivande maka, Hedvig Elisabeth Charlotta, gör sitt intåg i Stockholm 7 juli 1774. En samtida skildring ger en förteckning över sluparna i processionen. 1) slup med pukor och trumpeter, 2) pagerna i två slupar, 3) hovmarskalkernas slup, 4) Hovstaten i fyra slupar, 5) «Rådsslupen» med riksmarskalken och riksens råd, 6) hertig Karls slup, 7) änkedrottningens slup, 8) kungens lilla slup «Tre Kronor», 9) Kungens stora slup, «Vasaorden», med bruden ombord, omgiven av fyra slupar med musikanter, 10) drottningens slup, «Sveriges vapen», 11) hovfröknarna i en slup, 12) «Tvänne andra slupar för fruntimret», 13) slup med pukor och trumpeter. Oljemålning av Pehr Hilleström.

Miniatyrporträtt, Skoklosters slott.

Hedvig Elisabet Charlotta hade utvalts till brud åt Karl av Gustav III i hopp om att lösa tronföljdsfrågan, då han själv inte hade några barn och inte hade fullbordat sitt äktenskap. Karl hade vid sitt första möte med henne (han var då 22, hon elva) i Eutin år 1770 anmärkt att hon var söt, och äktenskapet arrangerades 1772.
Den första vigseln ägde rum i svenska Wismar 22 juni 1774. Inför bröllopet välkomnades hon i Wismar av en svensk delegation bestående av hennes fyra hovfröknar (Magdalena Ekeblad, Magdalena Strokirch och "fröknarna Lewenhaupt"), Hedvig Catharina von Fersen och Sophie von Fersen, men utan hovmästarinnan Ulrika Charlotta Sprengtporten, ledsagade av bland andra kammarherrarna Adolf Ludvig Piper och Adolf Ludvig Hamilton, och hon tog på Fürstenhof farväl av sitt eutinska följe och bytte det mot sitt svenska. Den frånvarande brudgummen representerades vid vigseln av presidenten i Wismarska tribunalet baron Carl Otto von Höpken. Efter bröllopsmiddagen hölls mottagning för lokala dignitärer följd av middag för både det svenska och eutinska följet. Hon gjorde ett mycket gott intryck i Wismar, eftersom hon inte var nervös eller blyg utan genast uppträdde mot personer hon aldrig förut hade träffat lika avslappnat som om hon känt dem hela livet, och till och med gav order om en spontan dans och musikafton.
Hon anlände till Dalarö i Sverige 1 juli med krigsskeppet Sofia Albertina, landsteg vid Erstavik 3 juli och välkomnades på rådman Drejers gård Nyckelviken av de kvinnliga medlemmarna av kungahuset, och mötte kungen på Stubbsundets äng (vid Duvnäs) i galavagnen Burmannia. Hon ankom sedan till Stockholm 7 juli via gondol, den så kallade kungaslupen, där hon genast blev formellt presenterad för drottningen och änkedrottningen, rådets medlemmar, dessas fruar och ambassadörerna. Den andra vigseln ägde rum samma kväll i Slottskyrkan på Stockholms slott följd av en maskerad i Kungsträdgården.
Hedvig Elisabet Charlotta beskrivs som vacker, livlig och verbal. Hon gjorde succé i sällskapslivet då hon först anlände och kallades "Lilla hertiginnan" och sedan "Hertiginnan Lotta". Riksrådet Fredrik Sparre sade om henne: "Man kan inte tänka sig något mer glatt och livfullt. Hon är glädjen själv. Hennes största nöje är att skämta och hitta på galenskaper. Det vore lyckligt om hon införde den seden, ty vår av naturen något dystra nation behövde nog muntras upp". Hon fick dock också kritik för lättsinne och brist på värdighet.
Genom sin bekantskap med Sophie von Fersen och dennas mor kunde hon grunda en bekantskapskrets utanför hovet. Hon skulle i fortsättningen tillhöra kretsen kring familjen von Fersen och även arbeta politiskt med dem. Då hennes svägerska drottningen inte var intresserad av hovliv, blev hon hovets kvinnliga centralgestalt. Det blev i praktiken hon och hennes svägerska Sofia Albertina som skötte hovets sällskapsliv i egenskap av dess värdinnor, eftersom drottning Sofia Magdalena endast deltog i sällskapslivet då hon var tvungen. Med sin kvickhet, sin charm, gladlynthet och frispråkighet motsvarade hon sjuttonhundratalets idealkvinna och beskrivs som någon som kunde lätta upp stämningen. Hon medverkade i hovets amatörteater där hon även dansade, något som dock ansågs skandalöst eftersom dans på scen under denna epok förknippades med lyxprostituerade, och efter att ha utsatts för rykten om att hon tillsammans med Sofia Albertina distraherade kungen från politiken genom nöjeslystnad upphörde hon att delta år 1783 I maj 1776 invigdes hon av Karl, som var ledare för de svenska frimurarna, i ett adoptionsfrimureri. Hon blev ledare för Sveriges kvinnliga frimurare. Bland dess övriga medlemmar fanns Sophie von Fersen, Hedvig Eleonora von Fersen, Ulrica Catharina Koskull och troligen även Christina Charlotta Gyldenstolpe.
Hennes relation till Karl var något distanserad, och de levde mer eller mindre skilda liv i många år. I slutet av juli 1775 förklarades Hedvig Elisabet Charlotta vara gravid, och förböner hölls då i kyrkorna. Enligt Axel von Fersen den äldre var det hovmästarinnan Sprengtporten som felaktigt identifierade en graviditet. Inga tecken på graviditet visade sig dock, trots att hon själv påstod sig känna fosterrörelser. Den 14 september förklarade barnmorskan Båld efter en undersökning att hon var havande. Man förberedde då ritualerna kring en kunglig födsel med kanonsalut med tjugo kanoner vid slottet: protokollet skulle föras av riksråden Höpken och Falkenberg och riksrådinnorna Bielke, Hiärne, Fersen och Törnflycht tillkallades som vittnen. Den 24 oktober gjordes dock en grundlig undersökning av hertiginnan och det etablerades att hon definitivt inte var gravid. Efter det inställdes alla ceremonier. Det är okänt vad som låg bakom det hela, eftersom Hedvig Elisabet Charlotta under hela graviditeten aldrig uppvisade några symptom på att vara gravid. 
Vid samma tidpunkt fullbordade dock Gustav III sitt eget äktenskap med Sofia Magdalena, beslöt sig för att själv skaffa en arvinge, ändrade sin avsikt att överlåta denna uppgift på Karl, och ville vänja honom vid andra partners. Ryktet beskrivs av bland andra memoarförfattaren Hamilton: "Kungen fruktade allt inflytande av hertig Carl på nationen, även som far till en tronföljare. Han fann för mycken sämja mellan honom och hans unga gemål. Nämnda tillstånd skiljde prinsen från henne, vande honom vid andra, en sed han sedan aldrig övergivit, och ändamålet vunnet fann monarken, det ridiculen ej skull drabba någon annan än det äkta paret. Allt detta lyckades." Kort efter detta fick Augusta Löwenhielm tillstånd av Gustav III att återvända till Sverige.
Ett missfall inträffade år 1792: Hedvig Elisabet Charlotta refererade själv till detta som sin första verkliga graviditet. 1797 nedkom hon med en dödfödd dotter och ett år senare föddes en son, Karl Adolf hertig av Värmland, som avled efter en vecka.
Karl ägnade under större delen av äktenskapet större uppmärksamhet åt andra kärleksförhållanden än åt henne, och ryktena om hennes egna påstådda utomäktenskapliga förhållanden uppmärksammades även under hennes graviditet år 1797. Hon accepterade Karls kärleksaffärer med liknöjdhet under förutsättning att han då lämnade henne friheten att själv leva som hon ville, och uttryckte år 1781 sin frustration över hur hans dåvarande tillfälliga brist på kärlekspartner utsatte henne för misstänksamhet och förebråelser.
Hedvig Elisabet Charlotta hade förhållanden med greve Axel von Fersen den yngre, med greve Fabian Reinhold von Fersen, och med sin vän Sophie von Fersens svåger greve Carl Piper. Hennes kärleksaffärer omnämns inte i hennes dagböcker men kan spåras i hennes privata korrespondens till hennes nära vän Sophie von Fersen och svägerska Sofia Albertina, där hon från sommaren 1783 öppet refererar till Carl Piper som sin älskare. Detta förhållande utspelades sig helt öppet på Rosersberg, och Piper beskrivs som hennes långvarige älskare.
Tidpunkten för kärleksaffären mellan Hedvig Elisabet Charlotta och greve Axel von Fersen d.y. är inte känd. Ett antagande är att det var en tillfällig förbindelse som utspelade sig under vistelsen på Gripsholms slott 1784. Då Fersen återvände till Sverige efter Marie-Antoinettes död 1793 ville Hedvig Elisabet Charlotta återuppta den relation de tidigare vid något tillfälle hade haft, men Fersen avböjde. Hon hade vid samma tidpunkt ett förhållande med Axel von Fersens yngre bror, Fabian Reinhold von Fersen, ett förhållande som hertig Karl ska ha accepterat. Relationen med Fabian von Fersen inleddes troligen i slutet av 1780-talet, och finns bekräftad från omkring år 1790, då även hennes väninna Sophie von Fersen inledde sitt förhållande med Evert Vilhelm Taube och de i sin brevväxling ger varandra hänvisningar som "Hälsa F.! T. hälsar." Relationen med Fabian von Fersen tros ha avslutats vid hans giftermål 1797. Fabian von Fersen ryktades ha varit far till det barn hon miste genom ett missfall år 1792.
År 1783 uttryckte hon sin förvåning över att Gustav i sällskap läste en del efter sina föräldrar efterlämnade papper, eftersom de innehöll antydningar om ett förhållande mellan hans mor Lovisa Ulrika och greve Carl Gustaf Tessin, bland annat brev från hans far kung Adolf Fredrik, som klagar över Tessins uppvaktning över Lovisa Ulrika. Hedvig Elisabet Charlotta skrev då med tanke på den sexuella dubbelmoralen: 
| ” | Det är otvifvelaktigt, att dessa papper kunna gifva anledning till vissa reflektioner; åtminstone ledde de mina tankar på huru lätt man ofta dömer en stackars kvinna och huru beklagansvärd den är, som fått ett känslofullt hjärta, ty en öm natur är på samma gång en lycka och en olycka, och ingen människa kan motstå kärlekens makt, äfven om vänskapen understundom måste vara den vises tröst, ja, ingenting är sannare än den inskrift, som stod att läsa på kärleksgudens bild: 'Eho du är, här ser du din behärskare, han har varit det, är det och kommer alltid att förblifva det.' Ni måste medgifva det, min kära vän, kvinnan är i sanning en bra olycklig varelse: under det att mannen hafva sin fullkomliga frihet, är hon däremot alltid tyngd af fördomarnas och omständigheternas ok; möjligen invänder ni, att äfven männen äro däraf beroende, men det äro ingalunda i lika hög grad. Jag är öfvertygad om att de flesta kvinnor ingenting högre skulle önska än att få blifva förvandlade till män för att slippa det olyckliga tvånget och i stället åtnjuta sin fulla frihet. | „ |

Hedvig Elisabet Charlotta deltog som medlare under Gustav III:s försoning med Lovisa Ulrika 1782, efter att de befunnit sig i konflikt sedan 1778.
Hedvig Elisabet Charlotta inledde ett aktivt deltagande i politiken under svensk-ryska kriget 1788–1790. Hon åhörde riksdagarna trots att kvinnor inte fick närvara, via ett fönster utanför sin våning som vette mot rikssalen på slottet. Under kriget fick hon i uppdrag av Gustav III att sköta den politiska informationsförmedlingen från Stockholm. Samtidigt upprätthöll hon en separat politisk brevväxling med Karl. Kriget hade skett mot Frankrikes vilja och skapat en kritisk situation i de svensk-franska relationerna, och Hedvig Elisabet Charlotta fick i uppdrag att förmedla förhandlingarna och den pågående brevväxlingen mellan Gustav III och den franska ambassadören. Hon assisterades av ambassadörens dotter och hennes vän, Camille du Bois de la Motte, och arrangerade och närvarade på kungens begäran vid möten mellan ambassadören och monarken, där Camille i själva verket tycks ha fört sin fars talan och förhandlingarna med Gustav III.

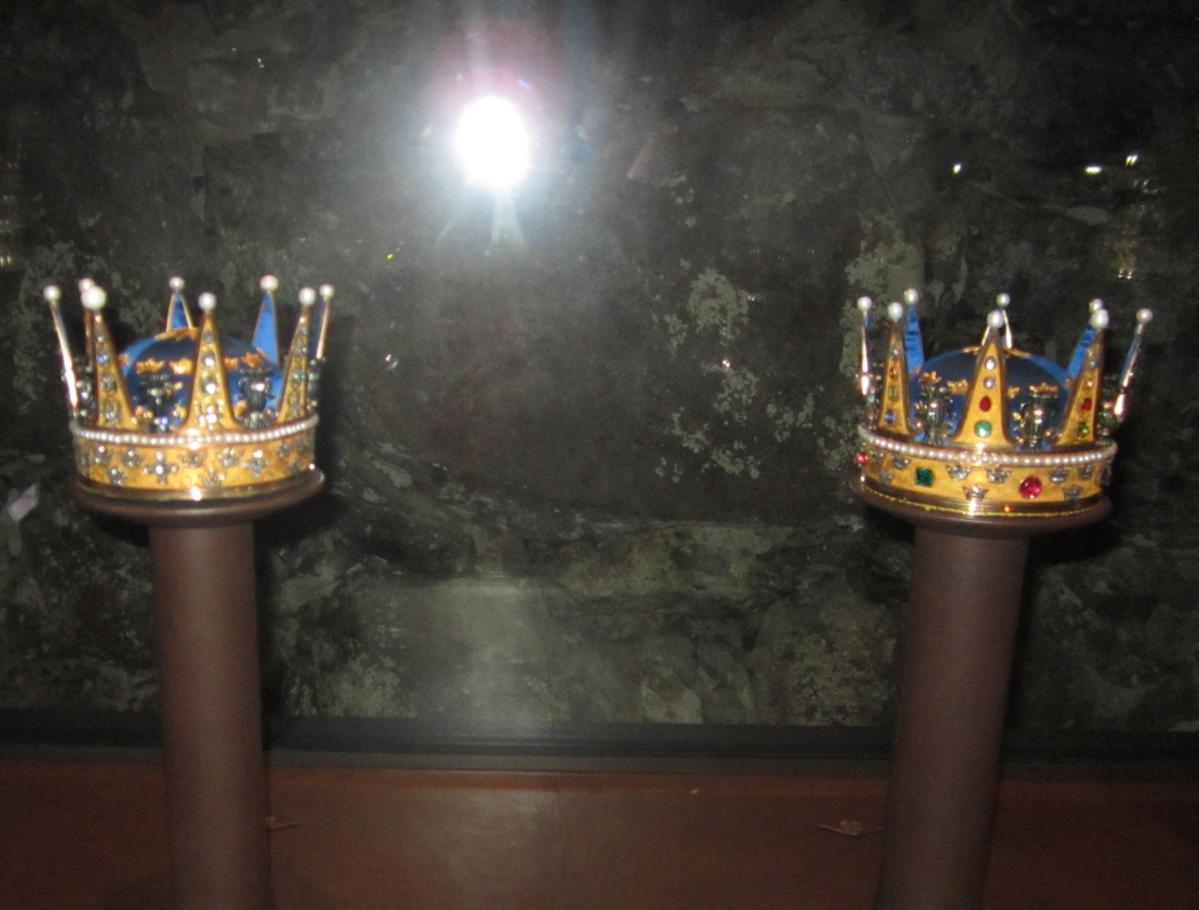
Krona (höger) skapad åt Hedvig Elisabet Charlotta som svensk prinsessa 1778.

Efter riksdagen 1789, där Gustav III kom i konflikt med adelsståndet, som opponerade sig mot hans krig och regeringsreform, inträffade en brytning mellan monarken och adeln även socialt. Aristokratins kvinnliga medlemmar demonstrerade då sin politiska opposition genom att vägra umgås med monarken och utsätta honom för en form av social bojkott. Eftersom Hedvig Elisabet Charlotta och Sofia Albertina, som i praktiken skötte hovets sällskapsliv på grund av Sofia Magdalenas ovilja att delta i sällskapsliv, var kända som oppositionella, protesterade de kvinnliga aristokraterna genom att demonstrativt tacka ja till inbjudningar från dessa men inte från Gustav III. Denna politiska demonstration leddes av Jeanna von Lantingshausen. 
Hedvig Elisabet Charlotta, som tillhörde oppositionen kring kretsen kring von Fersen, och Sofia Albertina demonstrerade själva genom att vägra representera och visa sig offentligt, och Gustav III anklagade sin svägerska för att leda: "ett helt garde som sätter sig över all auktoritet. De bemäktigar sig sinnena genom sin skönhet och behag och behärskar helt åsikter och intressen". Under denna tid besöktes kungens levée endast av ämbetsmän och lycksökare, ingen cour gavs eftersom monarken förväntade sig att inga kvinnor skulle närvara, baler kunde inte hållas av kungen eftersom det inte infann sig tillräckligt många kvinnor för dans, och hovassembléer påminde i frånvaro av kvinnor om riksdagsklubbar.
I februari 1790 utfärdade Gustav III ett förbud mot Jeanna von Lantingshausen att visa sig på alla platser där hon kunde komma i kontakt med medlemmar av kungahuset, särskilt hans syster och svägerska. Hedvig Elisabet Charlotta trotsade denna befallning. På sin dagliga stadspromenad, där hon i likhet med andra medlemmar av sin klass promenerade, red eller åkte i vagn på vägarna kring slottet, Kungsträdgården, Haga och Karlberg, mötte hon i hemlighet Jeanna von Lantingshausen i Karlbergs slottspark.
Hedvig Elisabet Charlotta stödde sitt politiska manöverutrymme på ett kontaktnät av män genom att gynna deras karriärer, bland andra Erik Ruuth, Rutger Macklean, Carl Göran Bonde, Jacob De la Gardie och Gustaf Adolf Reuterholm, med vilka hon sannolikt hade knutit kontakt genom sin frimurarverksamhet: Reuterholm hjälpte hon själv fram till hans dominerande ställning i Gustaf IV Adolfs förmyndarregering. Hon inledde också en vänskapsrelation med Gustaf Mauritz Armfelt för hans inflytelserika ställnings skull. Hon stödde Adolf Ludvig Stierneld som oppositionsledare under 1788–1789. Då Stierneld spärrades in på fästning, bad Magnus Fredrik Brahe och Rutger Macklean henne om hjälp, och hon bad Armfelt tala med Gustav III. Vid hans frigivning ordnade hon hans giftermål med den likaledes oppositionella Christina Charlotta Gyldenstolpe.
Under hösten 1789 förberedde Hedvig Elisabet Charlotta en sammansvärjning för att avsätta Gustav III och uppsätta sin make på tronen i hans ställe. Orsaken var att hon på grund av kriget och riksdagen 1789 hade hamnat i opposition mot Gustav III. Hennes ideal var författningen av år 1772, som hon betraktade som en god balans mellan en handlingskraftig monark och en upplyst aristokratis frihet att via riksdagen genomföra upplysningsreformer. Hon stod i kontakt med Reuterholm, som då var förvisad på grund av sin opposition och bevakade händelseutvecklingen för ett idealiskt tillfälle att iscensätta en statskupp. Detaljerna är inte kända, men det står klart att Karl åtminstone initialt var ovetande och att de planerade att tala om sina planer för honom vid rätt tillfälle för att driva honom till handling. 
Adolf Fredrik Munck misstänkliggjorde henne under kriget genom att hävda att Frankrike informerades om alla Sveriges planer genom hennes väninna, den franska ambassadörens dotter Camille du Bois de la Motte, något som uppfattas vara med sanningen överensstämmande. Hon skrev ofta sina brev med chiffer, och eftersom hon ansåg sig veta att hennes korrespondens var övervakad, hade hon under kriget en parallell postgång med privata kurirer över hela landet.

#### Gustaf IV Adolfs regeringstid
År 1792 mördades hennes svåger Gustav III och hennes make Karl blev regent i sin brorson Gustav IV Adolfs förmyndarregering fram till 1796. Hedvig Elisabet Charlotta saknade inflytande under Karls tid som regent. Under 1798–1799 gjorde hon med Karl en resa till Tyskland och Österrike. Vid kurorten Karlsbad blev hon uppmärksammad i sällskapslivet, där hon utförde sina "konster", så som då hon lade sig på rygg på kasinots balsalsgolv och demonstrerade att hon kunde resa sig upp från liggande ställning utan att ta hjälp av armarna.
År 1800 grundade paret ett amatörteatersällskap vid hovet, Dramatiska akademien, som dock stängdes av kungen. År 1803 förorsakade Bohemanaffären en svår konflikt med Gustav IV Adolf. Mystikern Carl Adolf Boheman, parets hovsekreterare, hade presenterats för paret av greve Magnus Stenbock 1793 och fått inflytande genom att lova avslöja hemligheter om parapsykologisk vetenskap. Den 2 maj 1776 invigdes Hedvig Elisabet Charlotta av Karl, den svenska frimurarordens stormästare, till stormästarinna för ett adoptionsfrimureri inom hertig Karls privatloge på Stockholms Slott. Inte mycket är känt om hennes aktivitet inom denna frimurarloge för kvinnor, men desto mer om hennes roll inom en samkönad frimurarloge som grundades av Boheman. Boheman grundade år 1802 sällskapet Gula Rosen. I Gula Rosen ingick bland andra även greve Erik Ruuth och dennes maka Charlotte Wahrendorff, greve Magnus Fredrik Brahe och dennes maka Catharina Ulrica Brahe, Christina Charlotta Gyldenstolpe och drottningens mor. Då Boheman även försökte värva kungen, arresterades han och utvisades för statsomstörtande verksamhet. Sällskapet upplöstes då kungen misstänkte det för att vara ett centrum för oppositionsverksamhet. Hertigparet förhördes av kungen och Hedvig Elisabet Charlotta blev extra strängt förhörd på sin sängkammare i närvaro av flera medlemmar av kungliga rådet.

### Politisk betydelse under tronföljarvalen
Hedvig Elisabet Charlotta tilltroddes allmänt ha stort politiskt inflytande som drottning, trots att hon själv förnekade detta. 
Efter kuppen 1809 besökte hon ofta den före detta kungafamiljen och arbetade först för att de skulle få dela fängelse och därpå för att de skulle friges. Hon såg till att Fredrika och barnen fick återförenas med Gustav Adolf, från vilka de under sin husarrest först hade varit separerade. Hon arbetade också på att få förra kungafamiljen frisläppt ur fångenskapen. Hon stödde Gustav IV Adolfs sons anspråk på tronen och var som sådan känd som så kallad gustavian. Hon understödde starkt tanken att den avsatte kungens son, prins Gustav, skulle få behålla sin arvsrätt, och Fredrika förklarade sig för henne villig till detta. Hon arbetade för hans kandidatur under valet av tronföljare.
General Georg Adlersparre meddelade henne under en middag att Bernadotte hade visat intresse och frågat om hon hade barn. Hon framförde då sin åsikt om att Sverige då redan hade en tronföljare. Adlersparre blev hennes motståndare i frågan om prins Gustav skulle väljas till tronarvinge och förklarade att ingen skulle acceptera detta, eftersom man fruktade att Gustav skulle hämnas på dem som avsatte hans far, och hotade med att man skulle avföra honom som kandidat genom att ta upp den gamla misstanken om att Gustav Adolf var son till Adolf Fredrik Munck om man blev tvungen. Man ville dessutom undvika en förmyndarregering. Hon konfererade även med Johan Gustaf Lagerbjelke och riksmarskalk Hans Henrik von Essen i frågan, men fick inget riktigt stöd för sin åsikt. Det var sedan hon som fick meddela Fredrika att sonen förlorat arvsrätten. För att säkra tronföljden adopterades istället den danske prinsen Fredrik Kristian August av Augustenburg.
Till Adlersparre sade hon under en promenad i trädgården: Jag är bra lycklig över att vara svensk och erkänner öppet, att jag inte skulle vilja vara varken fransk, rysk eller dansk Hon syftade då på kandidaterna Bernadotte, Peter av Holstein (som var ingift i ryska tsarfamiljen) och danske prinsen av Augustenburg, vilken förväntades medföra Norge som svensk provins och därför var den lämpligaste kandidaten.
Hon nämner i sin dagbok att hon talade med olika riksdagsmän under författningsändringen 1809, men det är okänt om hon utövade något inflytande över den. Hon nämner att hon ogillade enkammarriksdagen, och även att envälde var olämpligt på grund av att den krävde en stark person för att kunna klara av den. Hon ogillade partisplittring, men ville att folket skulle komma överens om skatter och pålagor genom "valda ombud".
Då maken drabbades av ett slaganfall 1809 övertog hon tillfälligt hans uppgifter och höll konseljerna på informell basis. Hon uppmanades då att bli tillförordnad regent och som sådan utnämna Gustav Adolfs son till tronföljare och utesluta den adopterade tronföljaren Augustenburg, som ännu inte kommit till Sverige. Särskilt Adlercreutz framhöll detta som hennes plikt vare sig hon ville eller inte. Hon tackade dock nej, och avböjde att delta formellt som officiell konseljpresident och regent.
Adlersparre, som förberedde den valde tronarvingen Augustenburgs ankomst till Sverige, misstänkte henne under denna tid för att förbereda en statskupp. Då han kom till Stockholm, träffade han henne utanför kungens sovrum. Hon beskriver samtalet i sin dagbok på följande vis:
"Kanske vågar jag numera inte nalkas Ers Majestät?"
"Varför det?"
"Jag fruktar att Ers Majestät är ond på mig?" Hon skrattade och sade:
"Hur kan ni framställa en sådan fråga? Hur kommer det sig egentligen, att ni nu är här?" Han svarade att han kommit för att få kungens order om prinsen, och för att undersöka attityden mot prinsen för dennes räkning. Hon sade honom, att prinsen inte borde ha fördomar mot någon. Då han fått kungens order att hämta prinsen, frågade han henne om hon inte tyckte, att Augustenburg var en bra karl. Charlotta medgav det men tillade, att Augustenburg ännu inte gett besked om att han ville komma. Han svarade då: "Kanske kommer han inte, och då kan ju Ers Majestät spela samma roll som ryska kejsarinnan." Hon blev då arg och svarade: "Jag har aldrig eftersträvat makten, jag har ej såsom hon låtit mörda min gemål eller någon storfurst Ivan och skulle icke kunna förmå mig till dylikt. Därför undanber jag mig, att ni talar i den tonen."
"Ers Majestät har rätt. Det är minsann ingen lycka att vara regent".
Den befarade gustavianska kuppen inträffade aldrig. Om kungen dött, skulle historien möjligen ha slutat annorlunda. Adlercreutz skrev: "Om Karl XIII dött, innan freden med Danmark blivit sluten och Kristian August ännu befann sig i Norge, skulle drottning Charlotte, som ivrigt understödde gustavianernas planer...kommit att spela en viktig roll."
Augustenburg anlände sedan till Sverige. Hon beskriver honom som godhjärtad men kärv och besvärad i kvinnosällskap. Hon upptäckte att man försökte få honom misstänksam mot henne men fick honom att bli uppriktig mot henne. Han förklarade att han inte skulle gifta sig utan adoptera exkronprins Gustaf istället.
Men år 1810 dog kronprins Karl August i plötslig sjukdom. Axel von Fersen lynchades, anklagad för att ligga bakom dödsfallet. Drottning Charlotta var djupt upprörd över kronprinsens död. Även hennes nära vän Sophie Piper, von Fersens syster, attackerades. Sophie Piper ogillades för att hon sades påverka drottning Charlotta, som hon var nära vän med och som besökte henne regelbundet. Lynchmobben rörde sig mot Haga slott, där drottningen var, eftersom de trodde att även Sophie Piper befann sig där.
Drottningen uppmanades att inte komma in till staden: som gustavian ogillades hon av kuppmakarna från 1809, som försökte hetsa allmänheten att lyncha henne genom att på affischer och flygblad utmåla henne som delaktig i mordet och att hon förtjänade att hängas i sina tarmar. Hon och hennes hovdamer lämnades utan vakter på Haga av kungen, och det fanns en oro att de skulle attackeras. Hon ville dock återvända ensam till Stockholm och sade till sin hovdam grevinnan Wilhelmina Taube: "Du är en kruka, Mina! om du är rädd, så far jag ensam! Jag fruktar inte döden. Den kan jag trotsa, och jag ska dö som Marie-Antoinette. Låt oss fara!"
Hon övertalades att låta bli, och kungen skickade två båtar att om nödvändigt evakuera dem, om mobben tågade mot Haga, och hon sade till hovdamerna att de var fria att ge sig av. Inget hände dock. Hon blev efter detta impopulär genom sitt stöd till Sophie Pipers frikännande.
Man höll nu ett nytt tronföljarval. Detta hölls i Örebro, och det beslutades att drottningen skulle hållas på avstånd, eftersom det fanns en allmän tro på att hon blandade sig i politiken, och hon anvisades att vänta på Strömsholm tills valet hade avslutats. Hon stödde prins Gustav i första hand och sin kusin Peter av Holstein i andra hand. Fredrik August Adelswärd meddelade henne om valet av Bernadotte och sade att han förstod att hon var besviken men uppmanade henne att dölja det för att skona kungens hälsa, eftersom han var rädd för att hon skulle vara missnöjd. Hon svarade att vem som helst var lämplig som kunde bringa stabilitet, och att hon skulle bli honom en bra vän. Hon tillade: Jag blandar mig ej i politiken, fastän man påstår motsatsen, och bad sedan att få komma till Örebro. Hon fick då tillstånd att fara, och höll där mottagning för ständerna.

### Drottning

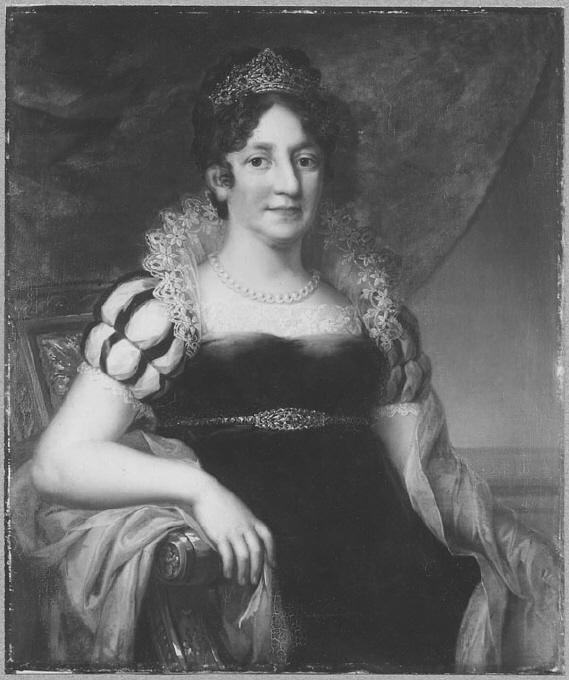
Drottning Charlotta av Sverige och Norge, porträtt av Fredric Westin (1816).

Fajanstallrikar från Rörstrand med drottningens monogram, Hallwylska museet.

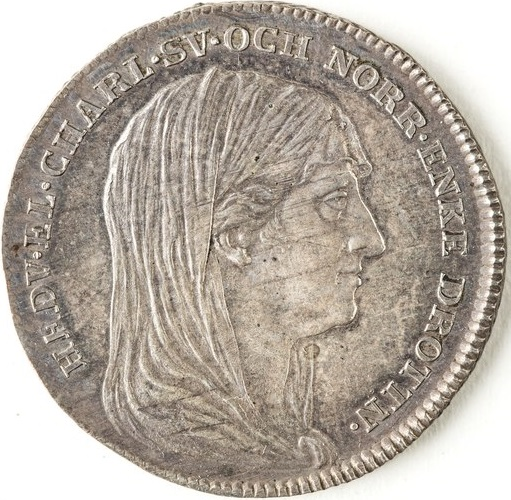
Kastmynt från Hedvig Elisabeth Charlottas begravning, 1818 Livrustkammaren.

Under statskuppen 1809 kom generaladjutant Charles Jean Baptiste de Suremain in till henne och hon ska då ha sagt: "Jag vill inte vara drottning! Jag vill inte vara drottning!"; "I sin djupa bedrövelse var hon fullt uppriktig, liksom hon alltid varit i sin ömhet och vänskap för drottning Fredrika". Hon besökte många gånger exdrottning Fredrika, med vilken hon kände medlidande.
Hedvig Elisabet Charlotta kröntes med maken till drottning den 29 juni 1809. Hon nämner i sin dagbok att hon kände sig generad över att ta någon annans plats, med tanke på att det förra kungaparet avsatts. I enrum med maken ska hon ha sagt att hon skulle bli hans pålitliga rådgivare, samtidigt som hon lovade att hålla sig ifrån alla statsangelägenheter; hon ska också ha besökt honom i enrum varje morgon under hans regeringstid.
Vid kröningen beskrivs kungaparet: 
| ” | Hans Majestät, van ifrån sin barndom att representera, har uti det all grace, som han både på fäderne och möderne ärvt, och hans äldre utseende, samt svårighet att gå ingiver verkligen vördnad för majestätet. Drottningen, vars vivacité ej med åren stort avtagit, observerade sig på det nogaste utan att gå ifrån sitt amabilité och hade uti alla sina bugningar, hälsningar etc mycket aisance gracieuse med ett ord var sådan, att om salig fröken Anne Magdeleine Strokirch fått se henne, hade hon varit nöjde med sin fru och ej kunnat hava något att invända. | „ |

Som drottning höll hon en salong kring det "gröna bordet" (efter bordsduken), där kvinnorna diskuterade politik och dagshändelser medan de handarbetade. Hon var också med om att grunda Sveriges första skola för dövstumma med Pär Aron Borg i Stockholm år 1809 efter ett uppträdande av Charlotte Seuerling.

Karl Johan Bernadotte vann snart över henne med sin personliga charm. Han hjälpte henne att anordna en statsbegravning för Axel von Fersen och bad henne ofta om råd, särskilt i etikettsfrågor. Bernadotte beskrivs av drottningen positivt: 
| ”                           | Kronprinsen ser mycket bra ut. Han är lång och välväxt och har en så ädel och majestätisk hållning. Han ser ut att vara född till kronprins. Han har svart hår, sydländsk hy, och vackra mörka ögon. De är mycket uttrycksfulla och visar varje förändring av hans känslor. Han kan se sträng ut när det behövs. Men annars så är hans ansikte milt och vänligt. Han är mycket artig och har lätt för att tala, ja, man kan till och med säga, att han är en vältalare....Ingen som träffar kronprinsen kan ana, att han inte är född till prins. Han är värdig och elegant, aldrig ett ögonblick tänker man på hans enkla bakgrund. Han är verkligen i alla avseenden en prins. | „ |
| – Från Drottningens dagbok, | |   |

 Hon kom dock inte överens med hans fru Désirée Clary (Desideria), som gjorde en kort visit i Sverige 1810–1811; hon karaktäriserade Désirée som godhjärtad och trevlig i enrum men ytlig, "ett bortskämt barn" som inte tålde krav, som avskydde representation och var en "fransyska i varje tum", som tyckte illa om och klagade på allt som inte var franskt, och därför inte var omtyckt. Ständerna bad henne att övertala kungen att utnämna Bernadotte till att bli regent och Bernadotte att gå med på förslaget, vilket hon gick med på och lyckades med.
År 1812 träffade hon och kom väl överens med Germaine de Staël. 1813 avråddes hon från att visa sympati med den avsatta kungafamiljen, och allt som påminde om dessa avlägsnades. Hennes gustavianska åsikter (hon brevväxlade bland annat med exdrottning Fredrika) gjorde Karl Johan misstänksam mot henne, men hon sade honom då att han manipulerades till detta av dem som ville isolera honom från eventuella bundsförvanter. Efter detta förbättrades deras relation, men hon tvingades avbryta brevväxlingen med Fredrika.
År 1814 blev hon norsk drottning och den första drottningen av unionen Sverige-Norge. 
Hon hade en nära relation till prins Oscar, och blev ett slags fostermor till honom under hans uppväxt efter att Désirée lämnat landet år 1811.
Från 1815 var hon allt oftare sjuk. 1816 ville kronprinsen abdikera för sin sons skull, men hon avrådde honom med orden att inte överge dem som valt honom och lyckades övertala honom att avstå. Samma år tog hon vännen Sophie Pipers död mycket hårt. 1817 troddes det existera en konspiration mot Bernadottes och hans sons Oscars liv, och överståthållare baron Olof Rudolf Cederström riktade misstankarna mot henne. Hon förhördes av Cederström inför vittnen och Oscar tog hennes parti, men relationen till Bernadotte blev efter detta förstörd, och hon fick ingen ursäkt från Cederström. 
I februari 1818 avled kung Karl och i juni samma år dog hon hastigt. Det sista en kammarjungfru såg henne göra var att sortera brev och de hon inte önskade bevara till eftervärlden kastade hon i eldstaden.
Hennes dagbok är formellt skriven i form av en brevväxling till hennes nära vän Sophie Piper. Breven skickades dock aldrig, utan var uttryckligen avsedda att publiceras femtio år efter hennes död.

## Inom fiktion
Hedvig Elisabet Charlotta är en av de tre huvudpersonerna i Anna Laestadius Larsson romaner Barnbruden och Pottungen, jämsides med den påhittade Johanna och Sophie von Fersen.

## Barn
- dödfödd dotter, 2 juli 1797.
- Karl Adolf, hertig av Värmland, född 3 juli 1798, död 10 juli 1798, namngiven efter fadern och farfadern.

## Anfäder
|                                        |  |  |  |  |  |  |  |                                    |  |  |  |  |  |  |  |                                         |  |  |  |  |  |  |  | Kristian Albrekt av Holstein-Gottorp      |
|                                        |  |  |  |  |  |  |  |                                    |  |  |  |  |  |  |  |                                         |  |  |  |  |  |  |  |                                           |
|                                        |  |  |  |  |  |  |  |                                    |  |  |  |  |  |  |  | Kristian August av Holstein-Gottorp     |  |  |  |  |  |  |  |                                           |
|                                        |  |  |  |  |  |  |  |                                    |  |  |  |  |  |  |  |                                         |  |  |  |  |  |  |  |                                           |
|                                        |  |  |  |  |  |  |  |                                    |  |  |  |  |  |  |  |                                         |  |  |  |  |  |  |  | Fredrika Amalia av Danmark                |
|                                        |  |  |  |  |  |  |  |                                    |  |  |  |  |  |  |  |                                         |  |  |  |  |  |  |  |                                           |
|                                        |  |  |  |  |  |  |  | Fredrik August av Holstein-Gottorp |  |  |  |  |  |  |  |                                         |  |  |  |  |  |  |  |                                           |
|                                        |  |  |  |  |  |  |  |                                    |  |  |  |  |  |  |  |                                         |  |  |  |  |  |  |  |                                           |
|                                        |  |  |  |  |  |  |  |                                    |  |  |  |  |  |  |  |                                         |  |  |  |  |  |  |  | Fredrik VII av Baden-Durlach              |
|                                        |  |  |  |  |  |  |  |                                    |  |  |  |  |  |  |  |                                         |  |  |  |  |  |  |  |                                           |
|                                        |  |  |  |  |  |  |  |                                    |  |  |  |  |  |  |  | Albertina Fredrika av Baden-Durlach     |  |  |  |  |  |  |  |                                           |
|                                        |  |  |  |  |  |  |  |                                    |  |  |  |  |  |  |  |                                         |  |  |  |  |  |  |  |                                           |
|                                        |  |  |  |  |  |  |  |                                    |  |  |  |  |  |  |  |                                         |  |  |  |  |  |  |  | Augusta Maria av Holstein-Gottorp         |
|                                        |  |  |  |  |  |  |  |                                    |  |  |  |  |  |  |  |                                         |  |  |  |  |  |  |  |                                           |
| Hedvig Elisabet Charlotta av Oldenburg |  |  |  |  |  |  |  |                                    |  |  |  |  |  |  |  |                                         |  |  |  |  |  |  |  |                                           |
|                                        |  |  |  |  |  |  |  |                                    |  |  |  |  |  |  |  |                                         |  |  |  |  |  |  |  | Karl I av Hessen-Kassel                   |
|                                        |  |  |  |  |  |  |  |                                    |  |  |  |  |  |  |  |                                         |  |  |  |  |  |  |  |                                           |
|                                        |  |  |  |  |  |  |  |                                    |  |  |  |  |  |  |  | Maximilian av Hessen-Kassel             |  |  |  |  |  |  |  |                                           |
|                                        |  |  |  |  |  |  |  |                                    |  |  |  |  |  |  |  |                                         |  |  |  |  |  |  |  |                                           |
|                                        |  |  |  |  |  |  |  |                                    |  |  |  |  |  |  |  |                                         |  |  |  |  |  |  |  | Maria Amalia av Kurland                   |
|                                        |  |  |  |  |  |  |  |                                    |  |  |  |  |  |  |  |                                         |  |  |  |  |  |  |  |                                           |
|                                        |  |  |  |  |  |  |  | Friedrike av Hessen-Kassel         |  |  |  |  |  |  |  |                                         |  |  |  |  |  |  |  |                                           |
|                                        |  |  |  |  |  |  |  |                                    |  |  |  |  |  |  |  |                                         |  |  |  |  |  |  |  |                                           |
|                                        |  |  |  |  |  |  |  |                                    |  |  |  |  |  |  |  |                                         |  |  |  |  |  |  |  | Ernst Ludvig av Hessen-Darmstadt          |
|                                        |  |  |  |  |  |  |  |                                    |  |  |  |  |  |  |  |                                         |  |  |  |  |  |  |  |                                           |
|                                        |  |  |  |  |  |  |  |                                    |  |  |  |  |  |  |  | Friedrike Charlotte av Hessen-Darmstadt |  |  |  |  |  |  |  |                                           |
|                                        |  |  |  |  |  |  |  |                                    |  |  |  |  |  |  |  |                                         |  |  |  |  |  |  |  |                                           |
|                                        |  |  |  |  |  |  |  |                                    |  |  |  |  |  |  |  |                                         |  |  |  |  |  |  |  | Dorothea Charlotte av Brandenburg-Ansbach |
|                                        |  |  |  |  |  |  |  |                                    |  |  |  |  |  |  |  |                                         |  |  |  |  |  |  |  |                                           |